# Smolenský potok (přítok Odry)
Smolenský potok pramení v Oderských vrších a celý jeho tok je ve vojenském újezdu Libavá. Vlévá se do řeky Odry (úmoří Baltského moře). Smolenský potok je, mimo vyhrazené dny či bez povolení, veřejnosti nepřístupný.

## Místopis a příroda
Smolenský potok pramení blízko silnice Velký Újezd-Potštát poblíž místa zvaného U Zeleného kříže (blízko silnice Velký Újezd-Potštát, mezi vrcholy Zelený kříž, Křížová hora a Domovina v Oderských vrších součást Nízkého Jeseníku) ve výšce asi 630 m n. m. Obydlená osada nejblíže ke prameni je Kozlov.
Potok teče nejprve severozápadním směrem a pak se v přírodní rezervaci Smolenská luka (jedinečná mokřadní společenstva lučních porostů) stáčí k severozápadu a pak se vlévá zprava do řeky Odry. Smolenský potok teče údolím, kde po pravé straně toku jsou kopce Paterova louka a Smolná a po levém toku kopec Domovina.
Na toku potoka jsou v PR Smolenská luka dva rybníky (údajně založené sovětskými vojáky pro rekreaci rodin sovětských důstojníků). Hospodaření rybníků je ovlivněno plánovanou ochranou cenné přírody toku a jeho okolí. Krajina kolem Smolenského potoka patří do Ptačí oblasti Libavá a zčásti i EVL Libavá systému Natura 2000. Mimo dalších chráněných živočichů, se v potoce vyskytuje také Mihule potoční (Lampetra planeri).
Smolenský potok se vlévá zprava do ředy Odry.
Soutok Smolenského potoka s Odrou a také poslední úsek Smolenského potoka i blízký úsek Odry teče upraveným korytem, protože v blízkosti soutoku se nachází vodárna.
Ke Smolenskému potoku nevede žádná turistická značka, ale pouze lesní cesty a stezky.

## Historie
Dlouhodobě protéká Smolenský potok neobydlenou oblastí. V okolí Smolenského potoka a kopce Smolná se ve středověku nacházela osada Smolno (Smolná) a později také vyhlášené pohřebiště sebevrahů, vrahů a jiných „nežádoucích“ osob spojované s místními „strašidelnými“ příběhy. Přesná lokalizace této vesnice není známá a archeologický výzkum doposud nebyl proveden.

## Další informace
Poblíže se nachází zaniklá osada Eliščiná a také pramen řeky Odry a pramen Plazského potoka.
Obvykle jedenkrát ročně může být Smolenský potok a jeho okolí přístupné veřejnosti v rámci cyklo-turistické akce Bílý kámen.

## Galerie

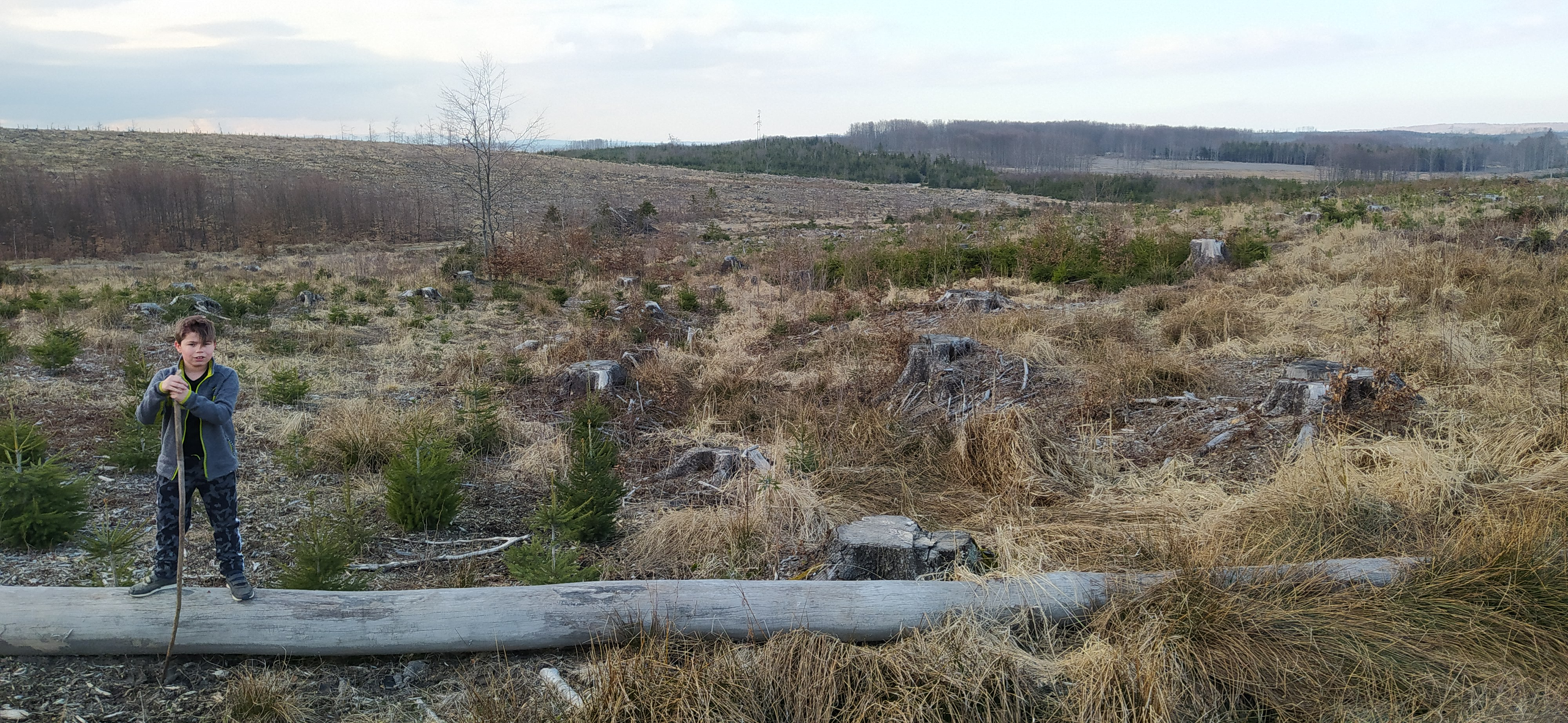
U pramene Smolenského potoka
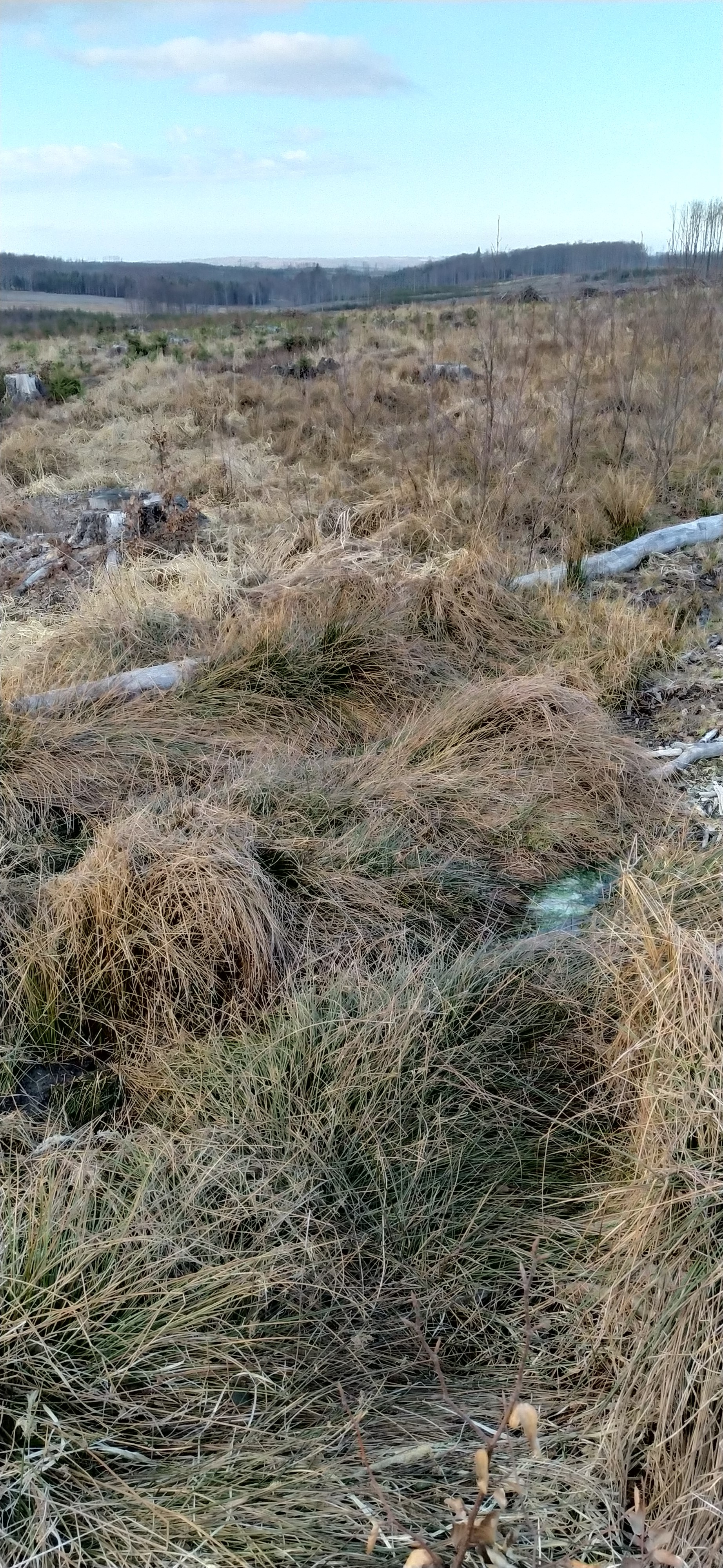
U pramene Smolenského potoka
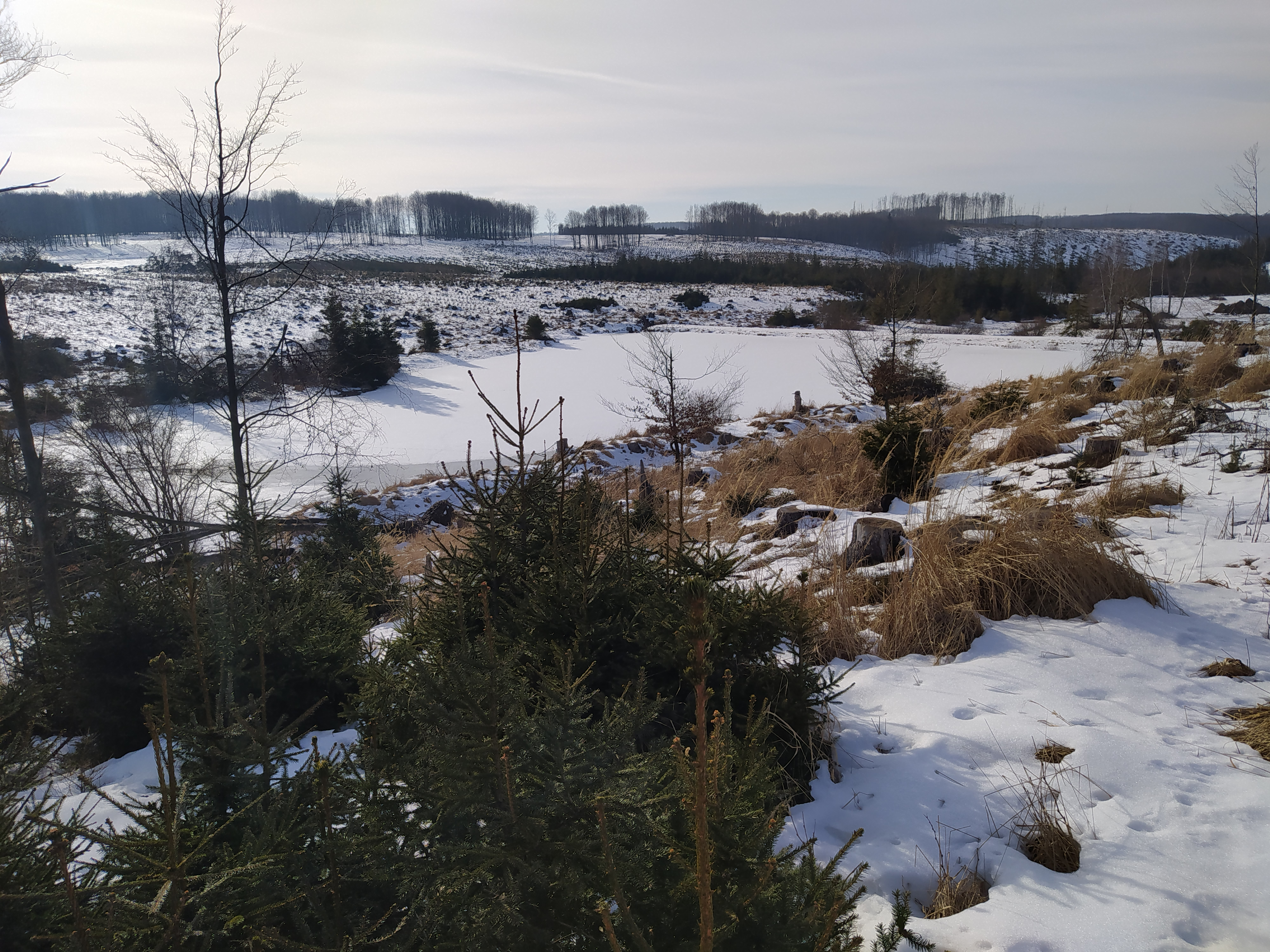
Smolenský potok (dolní rybník, Smolenská luka)
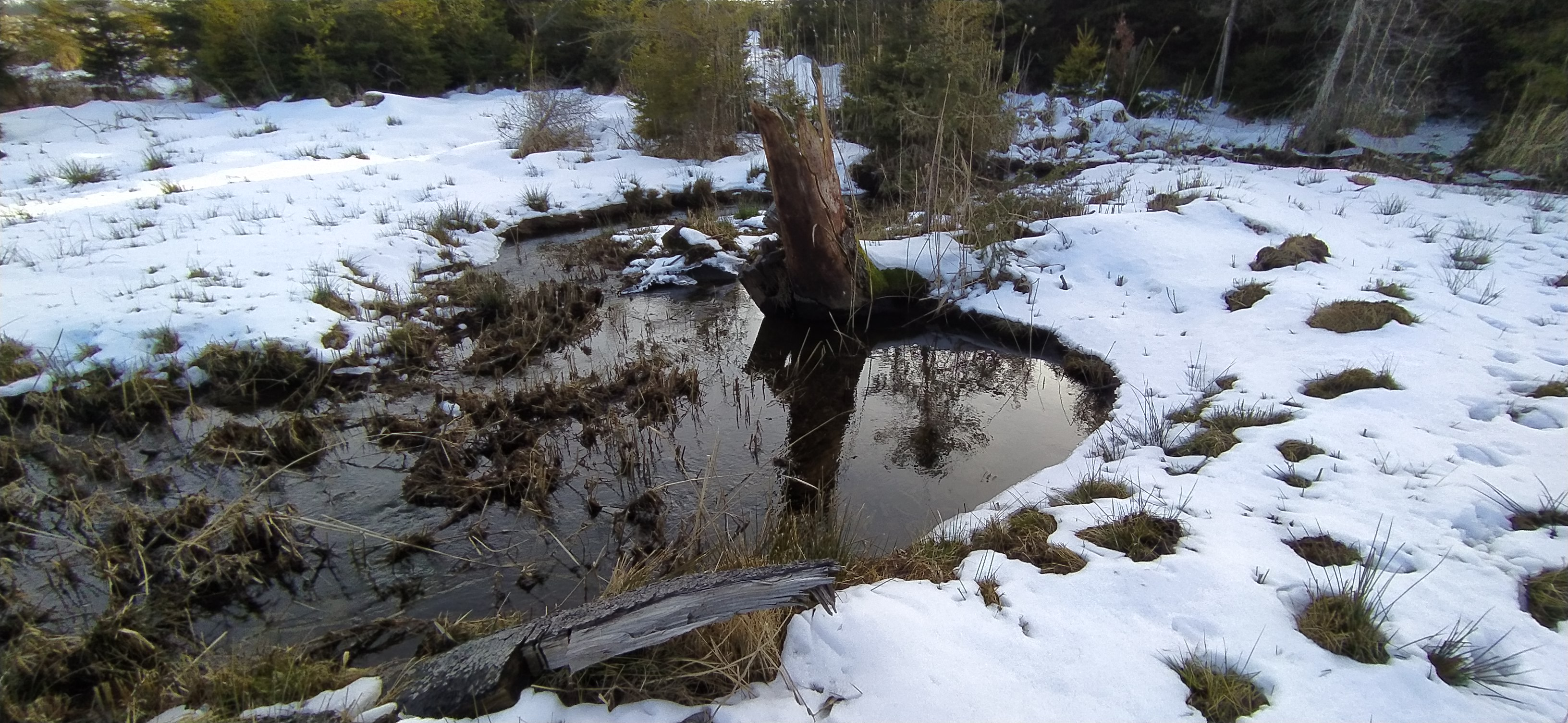
Smolenský potok (pod dolním rybníkem, Smolenská luka)
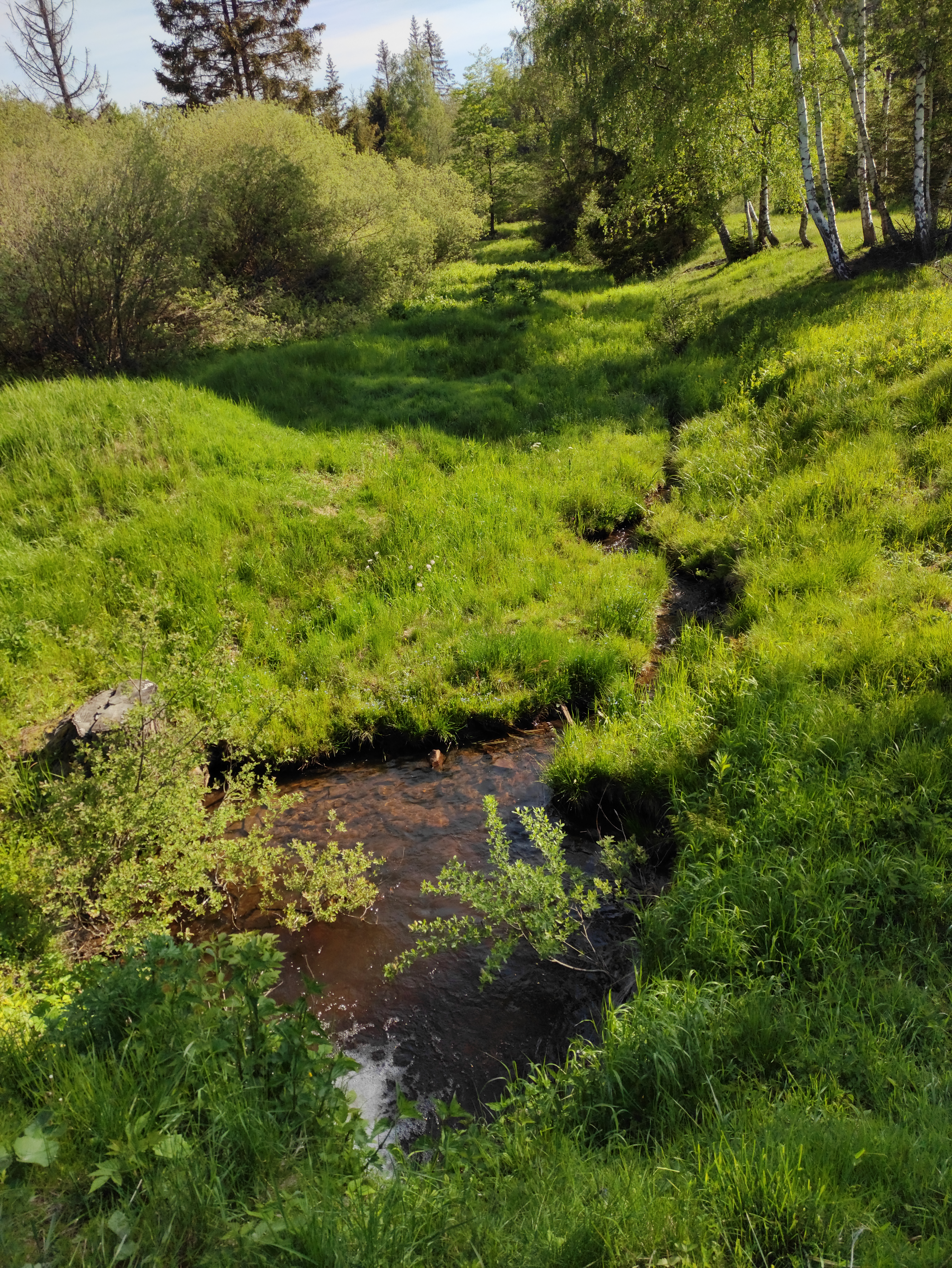
Smolenský potok u cesty do osady Eliščiná
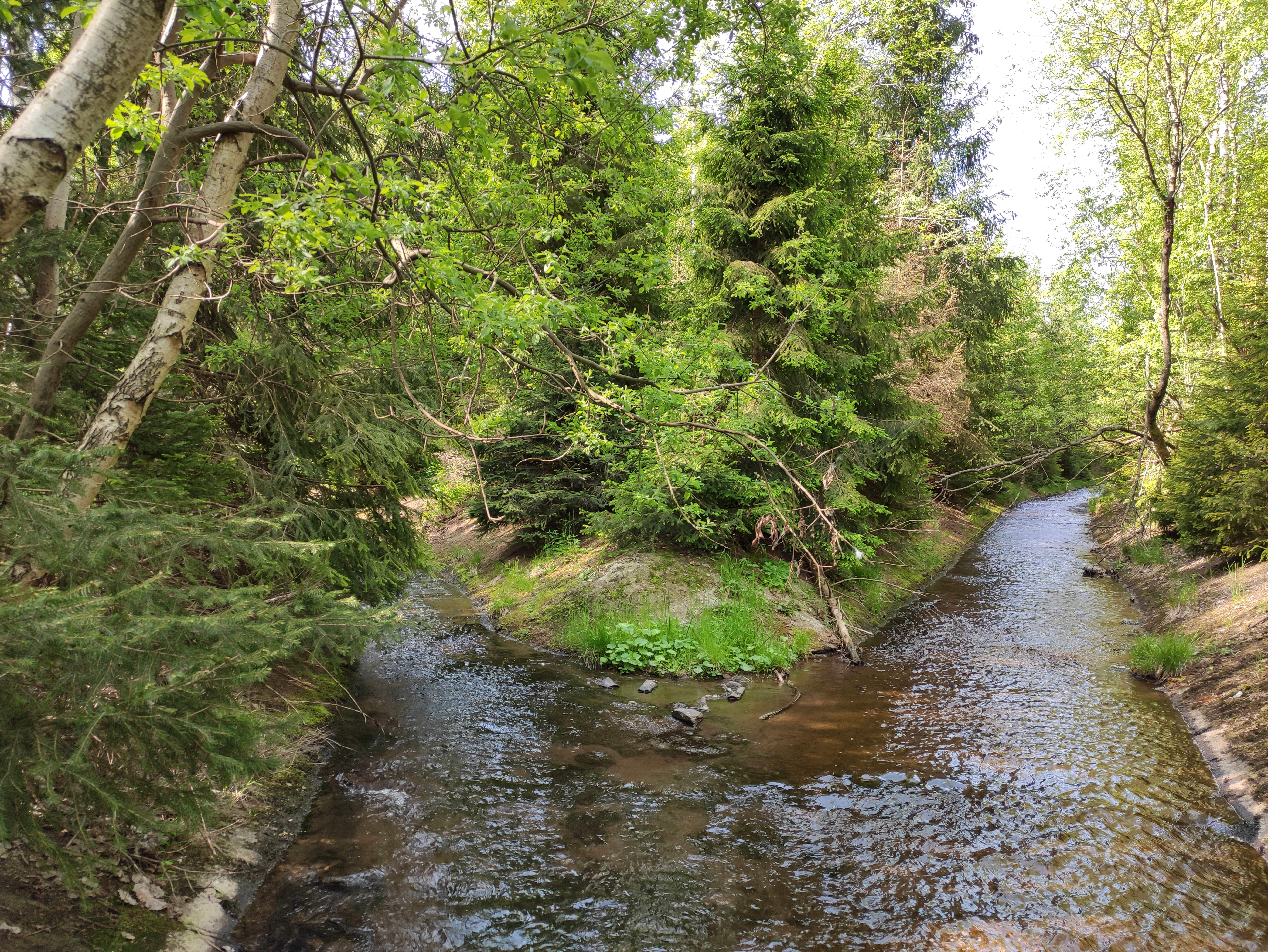
Soutok Odry a Smolenského potoka